# Escola Secundária Especializada em Música de Lviv em homenagem a Solomiya Krushelnytska
A Escola Secundária Especializada em Música de Lviv em homenagem a Solomiya Krushelnytska é uma instituição educacional na Ucrânia, onde os alunos recebem educação musical especializada e secundária. A escola leva o nome da soprano Solomiya Krushelnytska.

## História
A Escola Secundária Especializada em Música de Lviv em homenagem a Solomiya Krushelnytska é uma escola de música especializada em Lviv. A escola foi fundada em 1939 por iniciativa do compositor e pianista ucraniano Vasyl Barvinsky. Antes era conhecida como Escola da Imperatriz Elisabete e as suas origens datam do século XVIII. A partir de 1944, funcionou como escola secundária para alunos de música; a partir de 1959, foi reorganizada num internato especializado em música. Em 1963, a escola recebeu o nome de Solomiya Krushelnytska. Halyna Levytska foi a primeira directora da escola. De 1972 a 1997, o director foi Volodymyr Antoniv. Em 1997, B. Martynovsky foi nomeado director, seguido por D. Komonko em 2004. Desde 2009, Lev Myronovych Zakopets é o director.

## Educação
A escola possui sete departamentos de música e mais de 20 especialidades musicais. As aulas são formadas por ciclos de ensino geral, teórico-musical e especializados. A escola ensina em ucraniano. Os alunos também aprendem línguas estrangeiras: inglês, francês e alemão. A escola tem os recursos adicionais de duas salas de concerto, o museu de Solomiya Krushelnytska e uma biblioteca com uma rica coletcção de livros e músicas. O estilo de ensino na escola e a importância da música no desenvolvimento infantil foram estudados por Leo Zakopets. Os alunos da escola são conhecidos pelo sucesso em competições musicais nacionais e internacionais.

## Alunos notáveis
- Daryna Bachynska - flautista.[8]
- Engelina Buriakovskaja - pianista.[9]
- Olena Haviuk-Sheremet - pianista.[10]
- Eva Rabchevska - violinista.[11]
- Vasyl Zatsikha - violinista.[12]
- Ustym Zhuk - violinista.[13]